# Миропільська сільська рада (Краснопільський район)
Миропільська сільська́ ра́да — колишній орган місцевого самоврядування у Краснопільському районі Сумської області. Адміністративний центр — село Миропілля.

## Загальні відомості
- Населення ради: 2 882 особи (станом на 2001 рік)

## Населені пункти
Сільській раді підпорядковані населені пункти:
- с. Миропілля
- с. Олександрія

## Склад ради
Рада складалася з 19 депутатів та голови.
- Голова ради: Ординець Олена Олексіївна

### Керівний склад попередніх скликань
| Прізвище, ім'я, по батькові | Основні відомості                                                         | Дата обрання | Дата звільнення |
| --------------------------- | ------------------------------------------------------------------------- | ------------ | --------------- |
| Пулях Наталія Іллівна       | Сільський голова, 1955 року народження, позапартійна                      | 26.03.2006   | 31.10.2010      |
| Галайко Микола Григорович   | Сільський голова, 1953 року народження, освіта вища, член Партії регіонів | 31.10.2010   | 28.04.2014      |
| Ординець Олена Олексіївна   | Сільський голова, 1971 року народження, освіта вища, позапартійна         | 26.10.2014   |                 |

Примітка: таблиця складена за даними сайту Верховної Ради України